# Líquid intersticial
El líquid intersticial és el líquid contingut a l'interstici o espai entre les cèl·lules. Al voltant d'una sisena part dels teixits corporals corresponen a l'interstici, i de mitjana una persona adulta té prop d'onze litres de líquid intersticial donant a les cèl·lules del cos nutrients i eliminant els seus residus.

## Contingut
El líquid intersticial és un filtratge del plasma provinent dels capil·lars. El seu contingut és gairebé igual al plasma, però es diferencia d'aquest per una concentració més baixa de proteïnes, perquè aquestes no aconsegueixen travessar els capil·lars amb facilitat. El líquid intersticial consisteix en un solvent aquós que conté aminoàcids, sucres, àcids grassos, coenzims, hormonaes, neurotransmissors, sals minerals i productes de rebuig de les cèl·lules.

## Funció fisiològica
El líquid intersticial banya les cèl·lules dels teixits. Això proporciona un mitjà de transport de materials a les cèl·lules i comunicació intercel·lular a part de la seva funció de transport de rebuigs metabòlics.